# Armeniens medicinhistoriska museum
Armeniens medicinhistoriska museum (armeniska: Հայ բժշկության թանգարան), är ett privat medicinmuseum i Jerevan i Armenien, som öppnade 1999.
Museet har som ändamål att samla in och bevara föremål och tekniker inom medicinsk praxis, som representerar armenisk traditionell medicin.
I samlingarna finns omkring 30 000 föremål, varav omkring 5 000 ställs ut i museet.
Bland mer värdefulla föremål finns en 5 000 år gammal urna från Metsamor, vialer från Goris och en 5 000 år gammal skalle som grävts ut i byn Jrahovit i Armenien.

## Bildgalleri

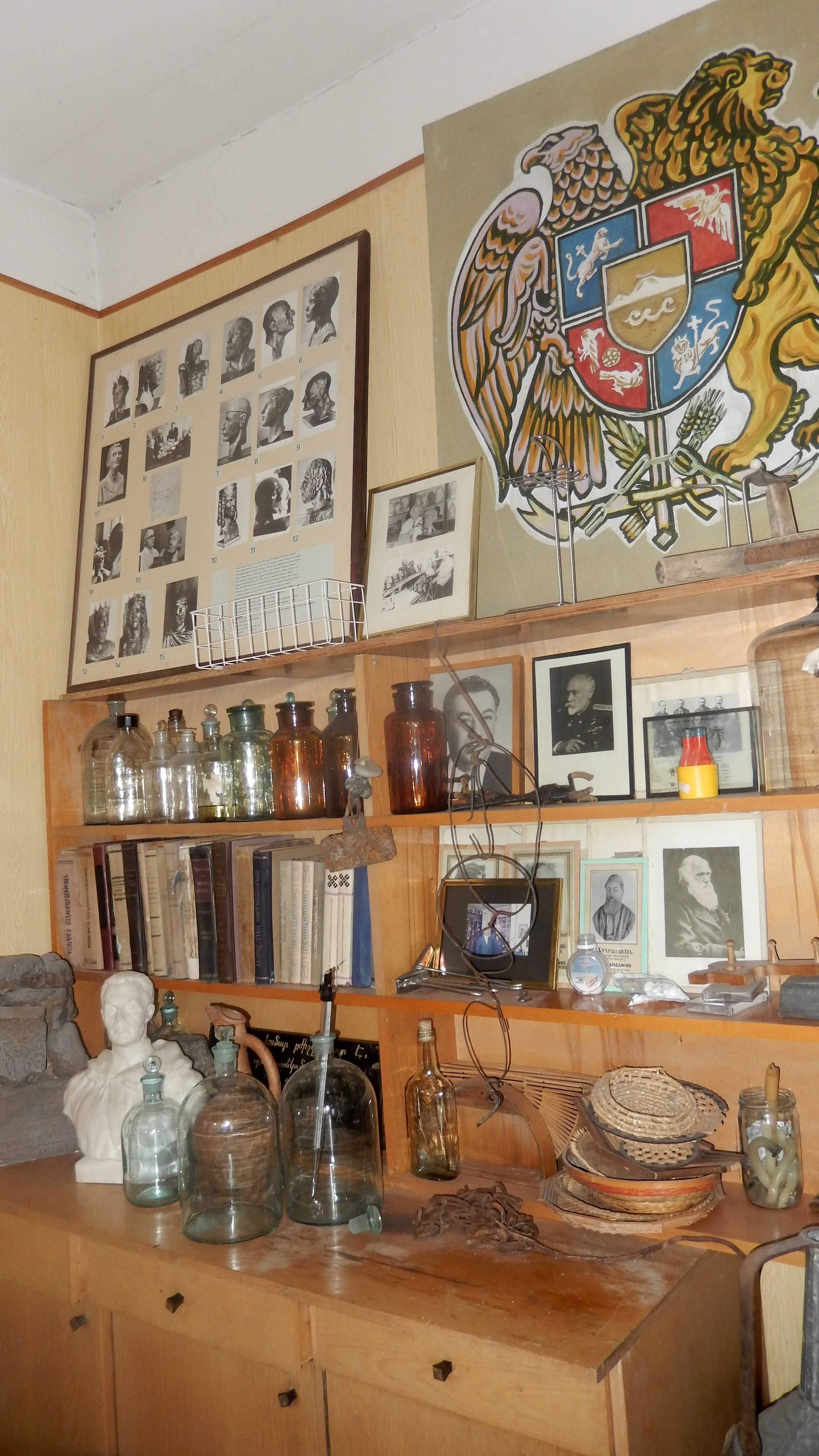
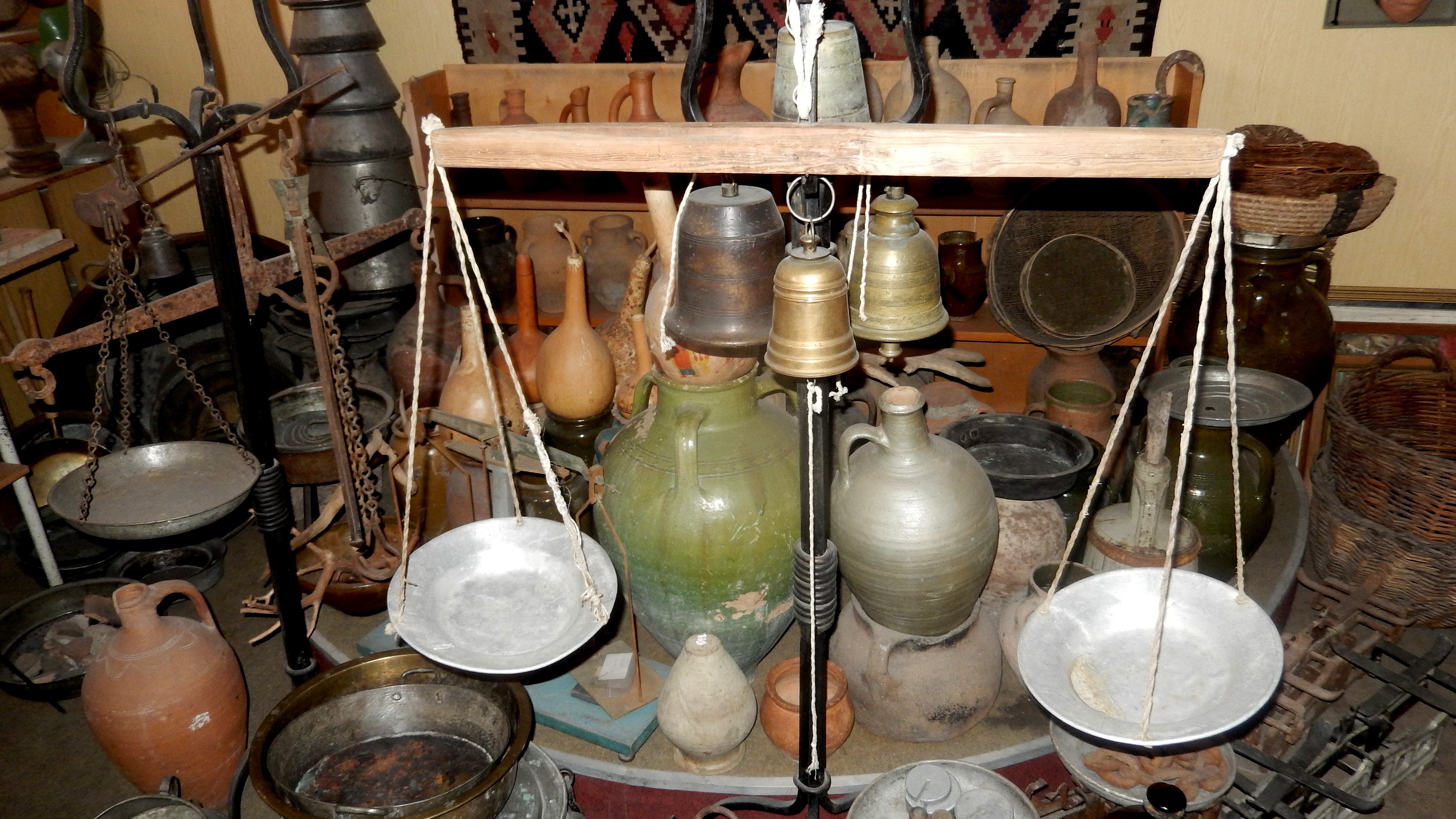
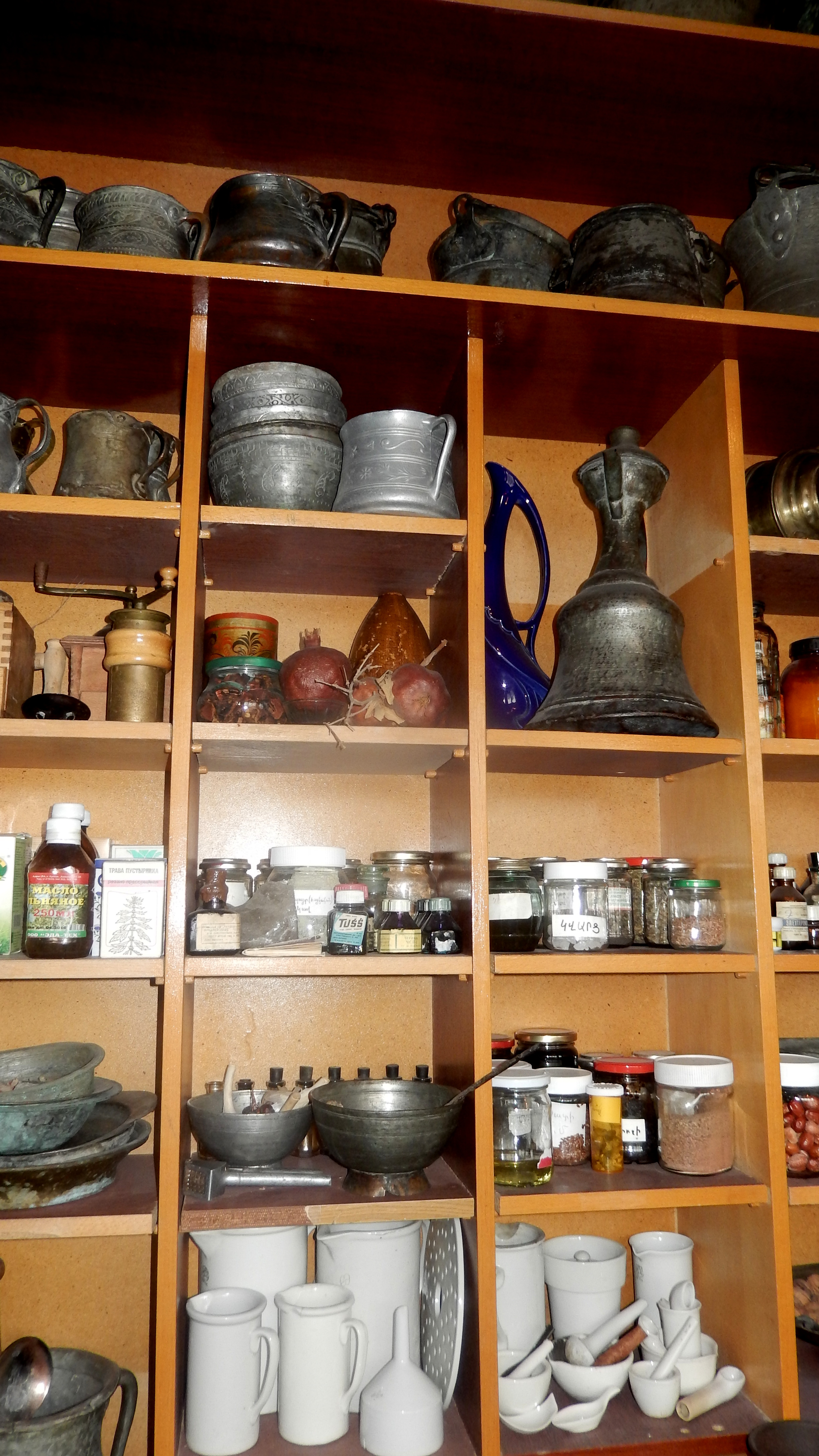
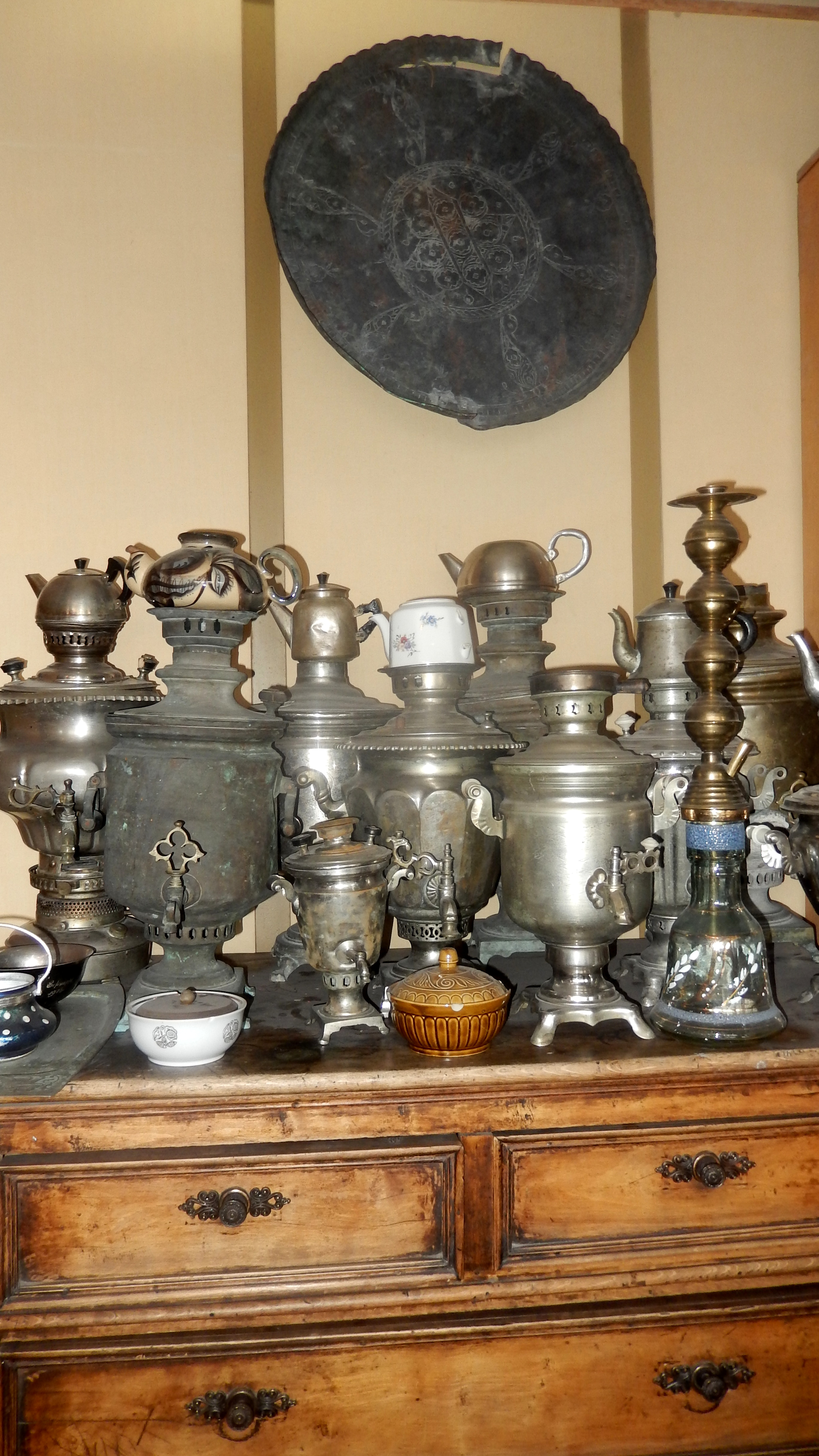
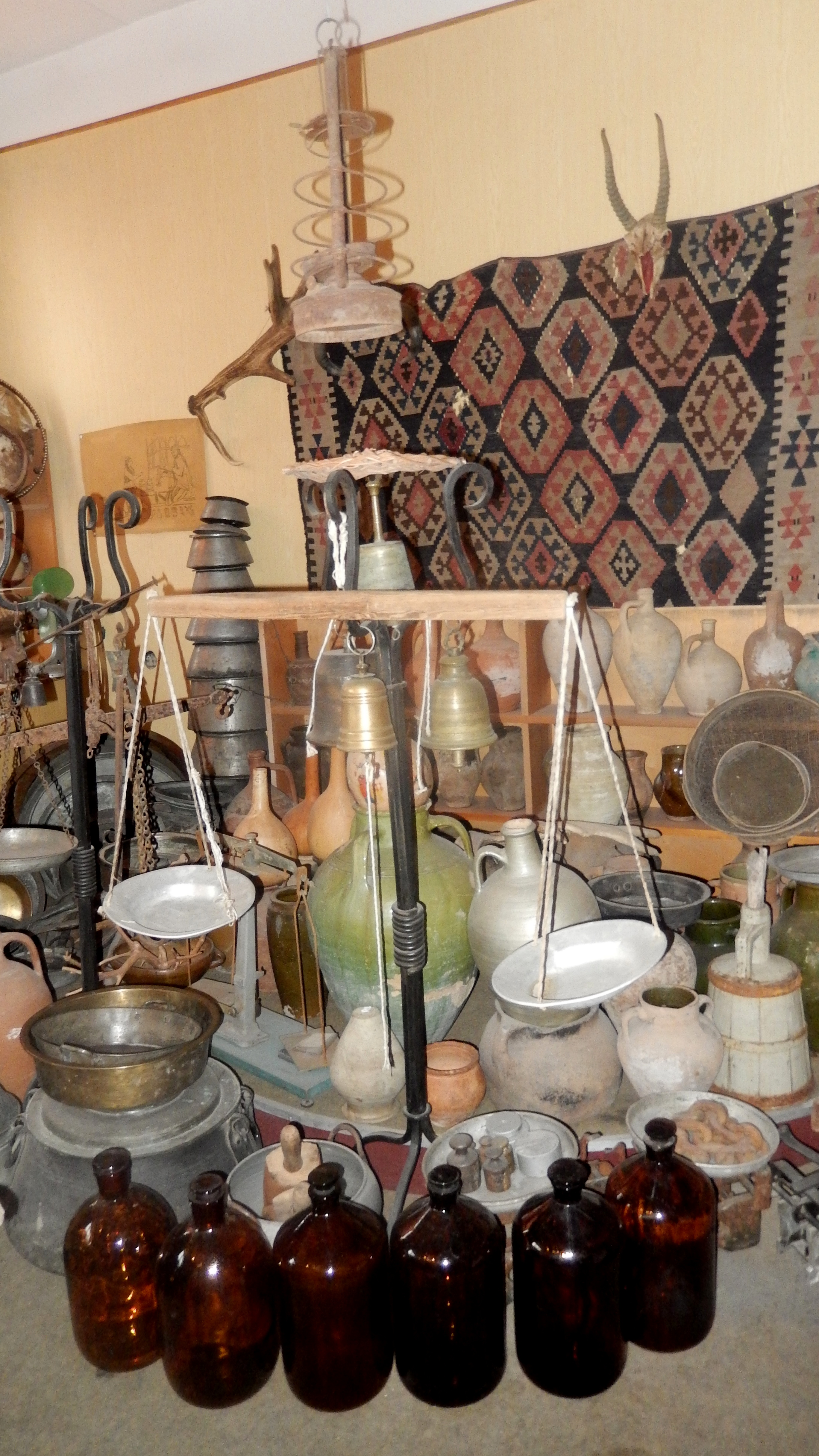